# Обыкновенный сверчок
Обыкнове́нный сверчо́к (лат. Locustella naevia) — вид птиц из семейства сверчковых (Locustellidae).

## Описание
Обыкновенный сверчок длиной примерно от 12 до 14 см и весом от 14 до 20 граммов. Верхняя сторона полосатая оливково-коричневого цвета, а его нижняя сторона окрашена в жёлто-белый цвет. У стройной птицы рыжие ноги и клиновидный хвост. Самец и самка имеют одинаковую окраску. Пение звучит как «зирррр» и напоминает стрекотание сверчков. Его пение можно услышать также ночью, и даже ещё в конце августа — начале сентября, когда большинство других певчих птиц уже умолкает. Робкая птица передвигается охотнее всего по земле и избегает полётов.

## Местообитание
Сверчок распространён в Европе. На зимовку мигрирует в тропическую Африку. Обитает на равнинах, сырых лугах, болотах и по берегам рек.

## Питание
Питается пауками, моллюсками, насекомыми и их личинками.

## Размножение

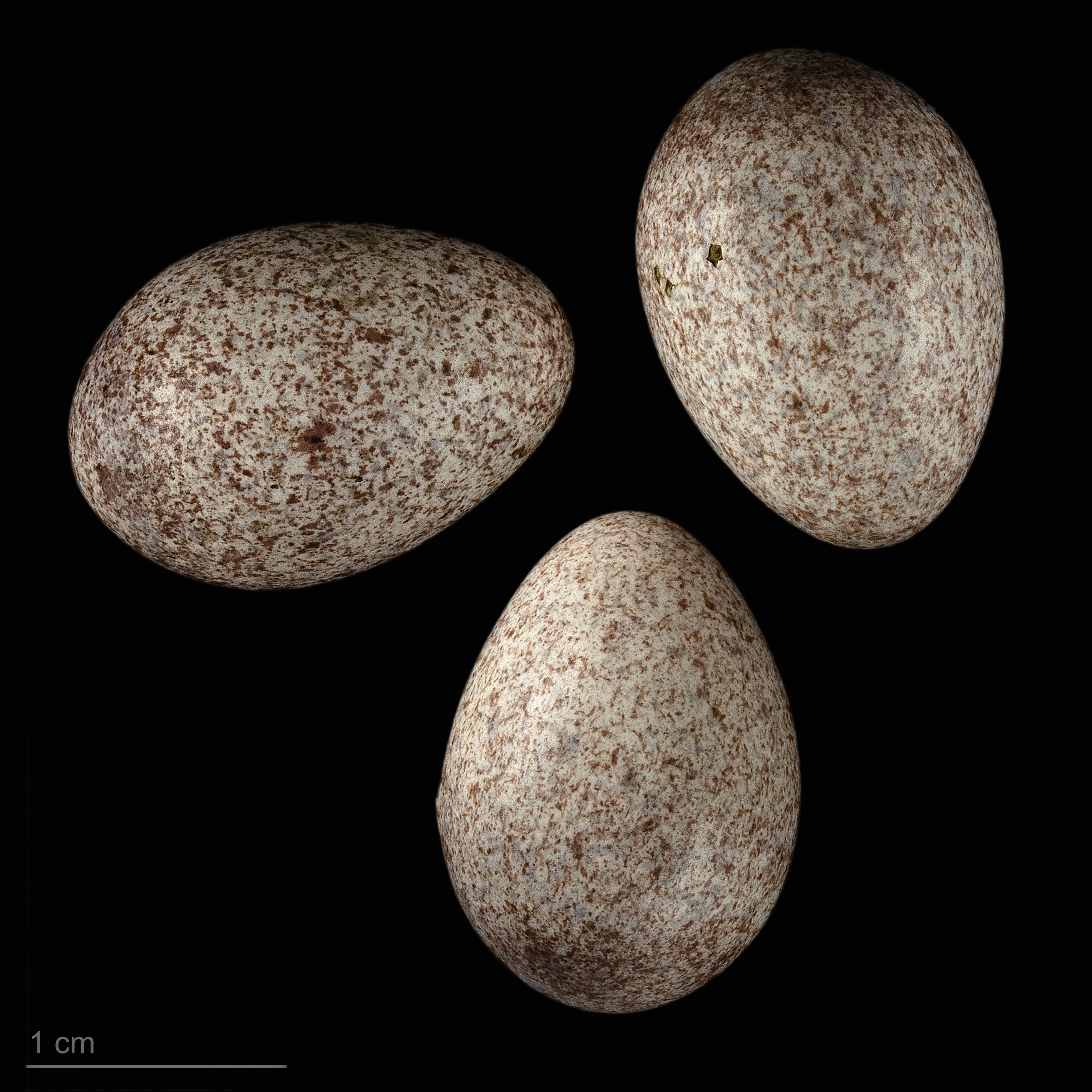
яйцо Locustella naevia - Тулузский музеум

Половая зрелость наступает через один год. Период гнездования с мая по июль. Построенное из стебельков, листвы и травы гнездо в форме чашки хорошо спрятано на земле в густой траве. Самка откладывает от 4 до 6 бело-фиолетовых в крапинку яиц. Кладку высиживают от 13 до 15 дней оба родителя. Молодые птицы остаются в гнезде от 10 до 12 дней.